# Angelika Mlinar
Angelika Rosa Mlinar (Sittersdorf, 29 giugno 1970) è una politica austriaca, membro di NEOS - La Nuova Austria e Forum Liberale e appartenente alla minoranza slovena della Carinzia. Dal 1º luglio 2014 è eurodeputata.

## Biografia
Avvocato di professione, si è laureata in giurisprudenza all'Università di Salisburgo e ha conseguito un dottorato in questa università. Ha anche studiato presso la Private American University di Washington. Ha lavorato, tra gli altri come project manager presso la Rappresentanza della Commissione europea in Slovenia. Nel 2007 ha iniziato a gestire la propria attività. Dal maggio 2009 al giugno 2010 è stata segretaria generale del Consiglio della Carinzia slovena.
È stata coinvolta nelle attività del Forum Liberale, è stata tra gli altri l'assistente del deputato Friedhelm Frischenschlager. Nel 2009 è stata eletta presidente di questo partito. Nel 2013, il suo gruppo ha avviato una collaborazione con il partito NEOS - La Nuova Austria. Nelle elezioni dello stesso anno, questa formazione ha ricevuto circa il 4,9% dei voti, che si sono tradotti in 9 seggi nel Consiglio nazionale, uno dei quali appartiene ad Angelica Mlinar. Nel 2014, dopo essersi unita al forum, è diventata vicepresidente di NEOS, nello stesso anno, a nome di questo gruppo, è stata eletta al Parlamento europeo per l'ottava legislatura.

## Pubblicazioni
- Frauenrechte als Menschenrechte. Peter Lang Verlag, Frankfurt 1997, ISBN 978-3-631-31434-0 (Dissertation[1])